# 김시훈 (야구 선수)
김시훈(金施勳, 1999년 2월 24일 ~ )은 KBO 리그 KIA 타이거즈의 투수이다.

## 아마추어 시절
마산고등학교 시절 37경기에 등판해 10승 5패, 평균자책점 2.55, 161탈삼진, 80볼넷을 기록했다. 2018년 신인 드래프트에서 NC 다이노스의 1차 지명을 받았다.

## NC 다이노스시절
2018년에 입단했다. 2019년 시즌 후 현역으로 입대했고, 2021년에 전역했다.

### 2022년시즌
4월 3일 SSG 랜더스와의 경기에 구원 등판하며 데뷔 첫 경기를 치렀고, 경기에서 1.1이닝 무실점을 기록했다. 신민혁, 이재학이 부진으로 2군으로 내려가자 선발 등판 기회를 얻었다. 4월 28일 두산 베어스와의 경기에서 5이닝 3피안타, 3실점(2자책)으로 호투하며 데뷔 첫 승을 기록했다.
시즌 59경기에 등판해 83.1이닝 3점대 평균자책점, 4승 5패, 11홀드를 기록했다. 두 자릿수 홀드는 신인 선수 중 정철원과 함께 유이한 기록이었다. 당시 감독 대행이었던 강인권은 “향후 NC의 마무리가 어울리는 선수입니다.”라는 평가를 남겼다.

### 2023년 시즌
2023년 시즌 61경기 52 2/3이닝 등판해 4승 3패 12홀드 3세이브 49탈삼진 평균자책점 4.44를 기록했다.

### 2024년 시즌
4월 10일 kt 위즈와의 경기에서 선발투수로 출장해 6이닝 1실점 퀄리티스타트를 기록했고, 시즌 첫 승을 기록했다. 4월 16일 한화 이글스와의 경기에서 6이닝 91구 2피안타 4사사구 4탈삼진  3볼넷 무실점을 기록했다. 4월 27일 롯데 자이언츠와의 경기에서 5 2/3이닝 6피안타 3사사구 4탈삼진 무실점으로 시즌 2승을 기록했다. 6월 16일 삼성 라이온즈와의 경기에서는 5 1/3이닝 동안 6안타(1홈런) 2사사구 3삼진 3실점(3자책)을 기록했다. 전반기 17경기 69 2/3이닝 2승 2패 평균자책점 4.93을 기록했다.
7월 21일 kt 위즈와의 경기에서 선발 출장했다. 6이닝 6피안타 4볼넷 4탈삼진 2실점을 기록했고, 시즌 3승을 기록했다. 8월 3일 1군에서 말소됐다. 8월 15일 SSG 랜더스와의 경기 전 1군에 등록됐다. 5회초 등판해 1 2/3이닝 1피안타 4탈삼진 무실점을 기록했다. 후반기 22경기 37 2/3이닝 1승 2패 5홀드 평균자책점 3.82를 기록했다.
2024년 시즌 39경기 107 1/3이닝 3승 4패 5홀드 74탈삼진 평균자책점 4.53을 기록했다. 초반에는 선발투수로 시즌을 시작했으나, 8월 이후 불펜투수로 전환했다.

## KIA 타이거즈시절
2025년 7월 28일 정현창, 한재승과 3:3 트레이드되어 이적하였다.

## 출신 학교
- 경남 양덕초등학교
- 마산동중학교
- 마산고등학교

## 통산 기록
| 연도 | 팀명  | 평균자책점 | 경기 | 완투 | 완봉 | 승 | 패 | 세 | 홀 | 승률  | 타자 | 이닝 | 피안타 | 피홈런 | 볼넷 | 사구 | 탈삼진 | 실점 | 자책점 |
| ---- | ----- | ---------- | ---- | ---- | ---- | -- | -- | -- | -- | ----- | ---- | ---- | ------ | ------ | ---- | ---- | ------ | ---- | ------ |
| 2022 | NC    | 3.24       | 59   | 0    | 0    | 4  | 5  | 0  | 11 | 0.444 | 365  | 83⅓  | 75     | 7      | 43   | 4    | 79     | 35   | 30     |
| 2023 | NC    | 4.44       | 61   | 0    | 0    | 4  | 3  | 3  | 12 | 0.571 | 245  | 52⅔  | 57     | 3      | 34   | 1    | 49     | 32   | 26     |
| 2024 | NC    | 4.53       | 39   | 0    | 0    | 3  | 4  | 0  | 5  | 0.429 | 477  | 107⅓ | 110    | 7      | 59   | 3    | 74     | 60   | 54     |
| 통산 | 3시즌 | 4.07       | 159  | 0    | 0    | 11 | 12 | 3  | 28 | 0.478 | 1087 | 243⅓ | 242    | 17     | 77   | 8    | 202    | 127  | 110    |